# Tracheliodes ghilarovi
Tracheliodes ghilarovi  (лат.) — род песочных ос рода Tracheliodes из подсемейства Crabroninae (триба Crabronini). Эндемик России: Приморский край.
Охотятся на муравьёв из подсемейства долиходерины (Liometopum orientale).

## Описание
Мелкие или среднего размера осы (самки 10,3 — 10,7 мм; самцы 8,2 — 9,1 мм), чёрные с рыжеватыми отметинами на ногах. На переднем крае клипеуса 3 зубца. У самцов отсутствуют шпоры на голенях средних ног. Нижнечелюстные щупики 6-члениковые. Нижнегубные щупики 3-члениковые. Бока среднегруди с эпикнемиальным килем. Усики самок 12-члениковые (у самцов состоят из 13 сегментов). Внутренние края глаз субпараллельные (без выемки). Брюшко сидячее (первый стернит брюшка полностью находится под тергитом). Переднее крыло с одной дискоидальной и тремя радиомедиальными ячейками. Вид назван в честь академика Меркурия Сергеевича Гилярова (Москва, ИЭМЭЖ АН СССР)
.